# Taenaris errhiphoria
Taenaris errhiphoria är en fjärilsart som beskrevs av Hans Fruhstorfer 1915. Taenaris errhiphoria ingår i släktet Taenaris och familjen praktfjärilar. Inga underarter finns listade i Catalogue of Life.